# Тайланд
Кралство Тайланд е държава в Югоизточна Азия, която граничи с Лаос и Камбоджа на изток, с Тайландския залив и Малайзия на юг и с Андаманско море и Мианмар на запад. Тайланд е известен и с името Сиам, официално наименование на страната до 1939 и отново в периода 1945 – 1949 г. На 11 май 1949 г. името на страната е официално променено на Тайланд.
Столицата на страната е град Банкок. Площта ѝ е 514 311 km², от които 512 254 km² суша и 2057 km² водна площ. По-големи реки – Нан, Чао Прая, Меконг (по границата с Лаос), Мун.

## География
Тайланд е разположен на полуостровите Индокитай и Малака. Бреговата линия с Индийския океан (Андаманско море) и с Тайландския (Сиамски) залив на Южнокитайско море е с обща дължина 2613 км. Страната включва и голям брой малки живописни острови.

### Региони
Географски, климатично, от гледна точка на природните ресурси, разнообразието на формите на релефа и даже - на етническия състава на населението, Тайланд се дели на 5 основни региона: Централен, Източен, Северен, Североизточен и Южен Тайланд. Територията на страната е разтеглена от север на юг (разстоянието от най-северната до най-южната точка е 1860 km). В централната част на Тайланд се простира плодородната Менамска равнина – най-гъсто населеното място в страната. Равнината е известна като „Тайландското оризище“. Западната и северната част на Тайланд прекосяват планински вериги с най-висок връх Интханон (2595 м). На североизток е обширното плато Корат (100 – 200 м ср.н.в.), което обхваща над ¼ от площта на страната. Южната част на Тайланд се състои от тесния провлак Кра, който се разширява в Малайския полуостров.

### Климат
Валежи – 1000 – 2000 мм, а в планините – до 5000 мм. Най-голямото количество валежи пада през месеците юли и август и то практически само в северната част на страната. 
На север влажността на въздуха е значително по-малка, а климатът – по-мек. Климатът на Тайланд в тази му част е тропически и се характеризира с наличието на мусони и  с 3 сезона. Прохладният сезон продължава от октомври до февруари. Дъждовният сезон (югозападен мусонен) трае от юни до октомври. Третият сезон – горещият – продължава от март до май. Има топли, дъждовни мусони, придружени с облаци от средата на май до септември, както и сухи, студени североизточни мусони от ноември до средата на март. В централната част на Тайланд климатът е субекваториален (горещ и влажен), а само на юг – на полуостров Малака - е горещ и влажен екваториален, с два пъти повече валежи в сравнение с централните и северните райони.

Измерени са средна януарска температура от 20 до 22 ºC, и средна юлска температура от 29 до 31 °C. В Банкок са регистрирани средни температури между 20 и 32 ºC през януари и между 24 и 32 ºC през август. Заради високата влажност на въздуха по-ниските температури се понасят трудно.
- Северно от Тайланд
- Западен Тайланд
- Южен Тайланд
- Североизточно от Тайланд

### Природа
Тайланд е разделен на няколко географски района, които в известна степен отговарят на териториалното разделение на провинции. Северната част на страната е планинска с най-висока точка – Дой Интанон с височина от 2576 метра. Североизточната част е заета от платото Корат, обградена на изток от река Меконг. Централната част на страната е заета преобладаващо от равнинната долина на река Чао Фрая, която се влива в Тайландския залив.
Северен Тайланд представлява разклонение на планинската верига на Хималаите. На височина 1700 м. може да се видят чаени плантации. Тук се срещат ценни видове дървета, каквото е например тиковото дърво. Оазисните райони в централната низина се напояват от животворната река Менам. Източните райони, и най-вече платото Корат, се различават от централната част на страната по бедната си растителност, докато южната тропическа област е покрита от непристъпната тропическа джунгла, оцеляла край планинските вериги и заобиколена от живописни плажове. В тази зона има големи природни богатства – каучуково дърво, кокосови палми и цинк. Въпреки това районът е застрашен от изхвърляните отпадъци.
Горите заемат 10% от територията на Тайланд, на север са разположени тропически листопадни, а в по-влажните южни райони – вечнозелени тропически гори. Флората и фауната им са много богати: 860 вида птици, множество влечуги, сред които над 50 вида змии, множество бозайници – слонове, тигри, леопарди, гибони, биволи,  крокодили. В миналото е имало и носорози, но през 60-те години на XX век изчезват заради бракониерство и изсичането на горите. Естествената растителност в платото Корат е савана. В южните части и по крайбрежията растат гъсти мусонни гори – джунгли (около 24% от площта им), с ценни растителни видове (тиково и махагоново дърво, янг, бамбук).

## История
Най-важното археологическо откритие, потвърждаващо съществуването на древни хора по тайландските земи, е било направено в селцето Бан Чианг близо до Удон Тхани в Североизточен Тайланд. Систематичните разкопки на Бан Чианг, започнали в края на XX век, разкриват изрисувани керамични изделия, бижута, инструменти/сечива от бронз и желязо. Заселването започва около 3600 пр.н.е. Хората от Бан Чианг отглеждат ориз, опитомяват животни и са опитни грънчари.
В течение на вековете територията, заемана по-късно от Тайланд е била под влиянието на различни култури – от индийците през III век, монголците между VI и XI век до кхмерите, които изграждат приказния храм Ангкор Ват и които също така оставят своето завещание под формата на многобройни каменни храмове, разпръснати навсякъде в Кралство Тайланд.
Съществуват различни мнения за произхода на таите, основната народност на Тайланд. По-ранна е хипотезата, че е възникнала към 2500 г. пр.н.е.в Северозападен Съчуан в Китай и впоследствие се е придвижила към сегашното място на страната. Според по-нови данни таите произхождат от разположената между Тибет, Виетнам и Бирма област Юннан (сега в Китай) и се настаняват в земите на Северен Тайланд към VIII век, след което постепенно се разпространяват и из богатите равнини и долини, отстоявайки своята независимост от кхмери и монголци. До образуването на първата голяма тайска държава – Сукхотай, отделни области на Тайланд (а от XII век - и цялата страна) влизат в състава на различни монски и кхмерски държави – Бапном, Дваравати, Ченла и Камбуджадеша. След разпадането на Камбуджадеша тайските държави Сукхотай, Аютия и Бангкок стават основни наследници на камбоджанската култура, доколкото в самата Камбоджа не съществуват условия за развитието ѝ.
Първият княз на Сиам се възкачва на трона през XIII век, по времето на разпадането на мощната държава на кхмерите. Изследователите от XVIII век, когато в Сиам идва на власт династията Чакри, към която принадлежат всички следващи крале на страната до момента (2025 г.), като се започне с Рама I, са изумени от богатството на Сиам и неговата столица Аютая – пагоди с позлатени покриви и над 200 позлатени статуи на Буда. Всички крале от династията Чакри носят ритуалното име Рама, което е и името на протагониста от епоса "Рамаяна" - бог Рама. 
През 1896 г. Сиам се превръща в буферна държава на кръстопътя между 2 колониални области: френска – Френски Индокитай и английска – Британска Бирма. През 1932 г. абсолютната монархия се преобразува в конституционна монархия, а през 1939 г. е преименувана от Сиам в Тайланд. Участва във Втората световна война на страната на Тристранния пакт. От 1946 г. държавата се управлява от крал Рама IX (Бумибол), който е гарант за стабилността и развитието на Тайланд. Умира през 2016 г. и е наследен от сина си Рама X. 
На 26 декември 2004 година опустошителни вълни-цунами, предизвикани от силно земетресение в Индийския океан, за броени минути помитат тайландските острови в Андаманско море. 

## Държавно устройство

### Институции
Тайланд е парламентарна монархия със военна диктатура, като форма на държавно управление. Парламентът на страната е двукамарен. Горната камара се състои от 150 места, а долната камара - от 480 места. 
Държавен глава на Тайланд е кралят, но той е и покровител и защитник на всички религии. В периоди на криза, той влиза в ролята на посредник, без да заема ничия страна. Кралят на Тайланд е водач и национален символ, стоящ над политиката, и затова се намесва в нея само когато е необходимо за предотвратяване на кръвопролития. Уважението и почитта към кралското семейство носят в Тайланд почти религиозен характер.

### Дипломатически мисии
В България Кралство Тайланд е представено с почетен консул в София.
- 2004 – 2008 – Воравит Канитасен
- 2008 – Ружда Таваравей
- 2014 – 2015 – Харуджа Таваравей[8]

### Административно деление
Кралство Тайланд (с изключение на Банкок) е разделено на 76 провинции (чангвати), които са географски групирани в 6 региона и са разделени на общо 877 района (амфое), които от своя страна са поделени на подрайони (тамбони) и села (мубан). Столицата Банкок е администрирана като 77-а провинция и е разделена на 50 района. Всяка тайландска провинция има свой управител, назначен от Министерството на вътрешните работи на страната. Единственото изключение е Банкок, чийто управител се избира от населението. Имената на провинциите съвпадат с имената на техните столици. По азбучен ред (кирилица) те са:
| - Амнат Чароен - Анг Тонг - Аютая - Бури Рам - Каласин - Кампаенг Пет - Канчанабури - Краби - Кхон Каен - Лампанг - Лампхун - Лопбури - Лоеи - Мае Хонг Сон - Маха Саракам | - Мукдахан - Након Найок - Након Патом - Након Ратчасима - Након Саван - Након си Таммарат - Након Фаном - Нан - Наратхиуат - Нонгбуа Ламфу - Нонг Каи - Нонтабури - Патум Тани - Патани - Панг Нга | - Прачинбури - Петчабури - Прачуап Кири Кан - Пукет - Районг - Ранонг - Ратчабури - Рой Ет - Са Каео - Сакон Након - Самут Пракан - Самут Сакон - Самут Сонгкрам - Сарабури - Сатун | - Синг Бури - Сисакет - Сонгкла - Сурин - Сукотаи - Сурат Тани - Суфанабури - Так - Транг - Трат - Убон Ратчатани - Удон Тани - Утай Тани - Уттарадит - Фаталунг | - Фаяо - Фетчабун - Фитсанулок - Фичит - Фрае - Чайнат - Чайяфун - Чантабури - Чонбури - Чачънгсао - Чианг Май - Чианг Рай - Чумфон - Яла - Ясотон |

## Икономика
Животновъдство – едър рогат добитък, свине, слонове (15 хил.), домашни птици. Селско стопанство: отглежда се каучук (3-то място в света), ориз, царевица, просо, сорго, батати, маниока, захарна тръстика, памук, цитруси, кафе и др. Благодарение на централното си място в Югоизточна Азия и най-протяжното сред страните й положение от север на юг, Тайланд има най-разнообразния в региона климат, и затова реколта от основните култури се събира няколко пъти в годината, а туристическият сезон се „придвижва“ от една климатична зона в друга – по този начин страната е един от малобройните в света целогодишни туристически центрове. Красивите плажове на Тайланд са важни туристически дестинации.
Промишленост – електронна (компютри и части за тях, интегрални схеми, телевизори, видеомагнетофони, калкулатори и др.), ювелирна, сглобяване на автомобили, нефтохимическа, строителна, хранително-вкусова и текстилна, дървопреработвателна и др. Природни залежи: калай и волфрам.
Тайланд е една от най-бързо развиващите се страни не само в Югоизточна Азия, но и в света. Икономическите й успехи се дължат на евтината работна ръка, значителните преки чуждестранни инвестиции, както и на насърчаването на износа, който е основно на компютри, части за офис оборудване, транзистори, каучук, автомобили и камиони, морски продукти, ориз, царевица и др. Вносът се състои предимно от машиностроителна продукция, суровини, горива.

## Население

### Показатели
Страната има население над 67 млн. жители. Гъстота – средно 121 жит. на кв. км. Естественият прираст е 17. Средна продължителност на живота – мъже – 67 г., жени – 72 г. Етнически състав – тайски народи – 80,2%, китайци – 12,1%, малайци – 3,7%, кхмери – 1,3%, планински кхмери – 1,2%, други – 1,5%.
Официалният език е тайският, който има и собствена писменост.

### Религия
Традиционна архитектураУат Арун, БанкокУат Пхра Каев, БанкокУат Пратхат Дой Сутеп, Чианг Май
Освен вярата в божествеността на краля и неговото семейство тайландците изповядват и будизъм. През XIII век в Тайланд официално е признато будисткото течение хинаяна, означаващо „малка колесница“ (второто по големина учение в будизма носи името махаяна – „голяма колесница“). Понастоящем терминът хинаяна е прието да се счита за остарял и той постепенно излиза от употреба, като е заменен от самоопределението на даденото течение – теравада – „учение на старите“. Теравада е най-старият вариант на будизма, получил най-ранен писмен запис (така наречения Палийски канон) и формално е най-близък до оригиналното учение на Буда. В него съществуват собствени строги правила, по отношение на които е недопустим пренебрежителният тон (особено от туристи) – като уважение към изображения на Буда, към храмовете, монасите, както и някои ограничения в свободата на поведение за жените, но обредите като цяло са много по-опростени, отколкото в махаяна.
Будизмът и другите религии намират отражение в тайското изкуство и в манастирския живот. Исторически, в Сиам са съществували 2 култури: придворна, основана на будистките ценности и носеща елементи на индуизма, и културата на селата с народните песни и танци (най-известният от тях е рамвонг, в който обикновено се канят и туристите), вярата в духове, приказките, обредите на селскостопанския цикъл и цикъла на човешкия живот. Към народната култура може да се отнесе и занаятчийството – изработката на предмети за употреба, обработката на дърво, домашното тъкане на коприна, плетенето на ракита, ратан и много други. Придворната култура включва тайския класически театър кхон, съпровождан от традиционната музика пхи пхат, пеене и речитатив на четци, архитектурата на будиските манастири, стенописи на храмове, скулптурни изображения на Буда. Традиционната скулптура в Тайланд е представена преди всичко от негови изображения и влиза в числото на най-значимите прояви на будисткото изкуство в света. Буда е изобразяван в определени канонически пози, имащи смисъл за будистите, но съществува също така и голямо разнообразие от стилове на скулптурни изображения – всичко това е представено в Националния музей в Банкок. На запад от столицата, в близост до градчето Накхонпатхом, се намира най-голямата статуя на Буда в света, 127-метровата Пра Патхом Чеди, а на 16 km на северозапад от Чиангмая е разположена една от светините на будизма – построения на върха на планина храм Ват Пра Дои Сутхеп.
Втората по значение религия в Тайланд е ислямът, който е изповядван от около 4,6 % от населението – предимно от жителите на най-южните провинции, граничещи с Малайзия – Патани, Яла, Наратхиват и част от Сонгкхла. Те имат основно мюсюлманско вероизповедание, състоящо се от двете етнически групи – тайландци и малайци. Повечето малайци са мюсюлмани-сунити.
В Тайланд е представено и християнството. Най-ранното споменаване на християни в Тайланд (Сиам) е в пътеписите на италианския пътешественик Людовик от Варсеми, който посещава Югоизточна Азия около 1505 г. От неговите записки става ясно, че първите християни в Тайланд са арменци, които живеят там постоянно и водят търговия с Индия. През XVI – XVII век християнството се разпространява от католически мисионери. Понастоящем в страната има католически и протестантски общности, както и православна, влизаща в юрисдикцията на Руската православна църква. Общо по различни оценки християните са от 0,7 до 1,7% от населението на страната – основно жители на планинските северни региони. По-голяма част от християните са католици, а другите са протестанти – презвитерианци, баптисти, адвентисти, лутерани, петдесятници и др. Има и неголяма сикхска общност в Тайланд, а в градовете на страната има и индуисти. Малката еврейска общност в Тайланд датира от XVII век.

### Въоръжени сили
Кралските въоръжени сили на Тайланд (กองทัพไทย – „Конгхап Тай“) представляват въоръжените сили на кралството. Те се състоят от Кралската тайландска армия (กองทัพบกไทย), Кралският тайландски флот (กองทัพเรือไทย, ราชนาวีไทย) и Кралските военновъздушни сили (กองทัพอากาศไทย). Те също така включват различни паравоенни формирования.
През първите години на XXI век, Кралските въоръжени сили на Тайланд наброяват около 800 хил. души. Ръководител на въоръжените сили на кралството е крал Пхумипхон Адунядет (Рама IX), макар че тази позиция е само номинална. Въоръжените сили се управляват от Министерство на отбраната на Тайланд, което се оглавява от министъра на отбраната (член на кабинета на Тайланд) и командвани от Генерален щаб, който от своя страна се ръководи от Главнокомандащия на въоръжените сили на Тайланд. През 2011 г. военните разходи на Тайланд възлизат на приблизително 5,1 милиарда американски долара.
Според Конституцията службата във въоръжените сили е задължителна за всички тайландски граждани. Все пак на мъжете над 21-годишна възраст, които не са преминали през резервисткото обучение на Армейския студентки военен корпус, се предоставя възможност да постъпят като доброволци във въоръжените сили, или да бъдат избрани на случаен принцип. Кандидатите преминават през различни периоди на обучение – от шест месеца до две години на пълна военна служба, в зависимост от образованието си, от това дали частично са преминали резервистко обучение, и това дали доброволно са постъпили преди задължителната си дата (обикновено 1 април всяка година).
Кандидатите с призната висша бакалавърска степен преминават едногодишна служба, ако са избрани на случаен принцип, или шест месеца, ако се запишат доброволно в съответната окръжна прокуратура (сасадий). По същия начин времето на служене се намалява за тези, които частично са завършили тригодишния курс на резервистко обучение (Рор Дор). Лице, преминало една година от тези три, ще трябва да отслужи само едногодишна служба. Тези, които са преминали две години, ще трябва да отслужат шест месеца на редовна служба, а тези, които са преминали трите години или дори повече на резервиското обучение резерва се освобождават изцяло от служба.
Официалният празник на въоръжените сили на Тайланд се чества на 18 януари, в чест на победата на крал Наресуан Велики в битката срещу престолонаследника на бирмаската династия Тунгоо през 1593 г.

### Международни класации
| Организация                          | Проучване                                                                              | Място        |
| ------------------------------------ | -------------------------------------------------------------------------------------- | ------------ |
| Heritage Foundation                  | Индекс за икономическа свобода                                                         | 60-о от 179  |
| A.T. Kearney/Foreign Policy Magazine | Global Services Location Index 2011Архив на оригинала от 2012-08-18 в Wayback Machine. | 7-о от 50    |
| Репортери без граници                | Worldwide Press Freedom Index                                                          | 137-о от 179 |
| Трансперанси интернешънъл            | Индекс за възприятие на корупцията                                                     | 80-о от 179  |
| Програма на ООН за развитие          | Списък на страните по Индекса на човешкото развитие                                    | 78-о от 177  |
| Световен икономически форум          | Глобален индекс за конкурентоспособност (2008 г.)                                      | 34-то от 134 |
| Световен златен съвет                | Златен резерв (2010 г.)                                                                | 24-то от 111 |
| HSBC                                 | Expat Explorer Survey (2012 г.)                                                        | 2-ро 30      |

## Култура

### Архитектура
Цялото развитие на тайската художествена култура е свързано с будизма, който в тайския си вариант включва и някои индуиски мотиви. Тайската архитектура води началото си от камбоджанската. В монументалната архитектура основните типове постройки са ступата и храма. Тайските ступи произлизат от монски и кхмерски прототипи (прасанг, прасат, чеди; представката пра означава „свят, свещен“). Основа за развитието на храмовете е вехан – здание с кирпичени или каменни колони и дървен покрив.
Най-яркият пример за архитектурното творчество на тайците е комплексът от храмове и Големият кралски дворец в Банкок. Постройките, намиращи се на територията на комплекса, имат различна форма и значение – това обикновено са светилища, зали за религиозни церемонии, библиотеки и школи. Стените са украсени със сцени от индуиския епос (Рамакиен е превода на Рамаяна на тайски език от крал Рама II) и изображения на животни от митологията. В двора на манастирите често се среща свещеното дърво Бодхи и също така има многобройни скулптури на митични същества, обладаващи свръхестествени сили и пазещи храмовете.

### Спорт
Муай тай е национален спорт в Тайланд.Рам Муай, ритуали преди битка.Мач по муай тай в Банкок.Буакау, известни международни състезатели по муай тай.
Муай тай (มวยไทย, букв. „тайландски бокс“) е местна форма на кикбокс и национален спорт на Тайланд. Той включва ритници, удари с колене и лакти в ринг. Играе се с ръкавици, подобни на тези, използвани в западния бокс. Благодарение на това, Тайланд получава доста медали в бокса по време на Олимпийски игри.
Такрау (ตะกร้อ) е спорт, възникнал в Тайланд, при който играчите удрят ратанена топка, като им е позволено да използват само краката си, коленете, гърдите и главата. Сепак такрау е форма на този спорт, която е подобна на волейбола – играчите трябва да засекат топката над мрежата и да я принудят да удари земята в полето на опонента си. Тази разновидност е популярна и в други страни в Югоизточна Азия. Доста подобна игра, но само с крака, е букабол.
Ръгбито е все по-популярен спорт в Тайланд – националният ръгби отбор достига до 61-во място в света през 2010 г. Тайланд е първата страна в света, домакин на международен ръгби турнир в полусредна категория (до 80 килограма) през 2005 г. Националният шампионат на тайландския Ръгби съюз включва няколко университета и отбори, като университетите на Чулалонгкорн, Махасаракам, Касетсарт, Университета на принца на Сонгкла, Тамасат, Рангсит, отборите на тайландската полиция, тези на армията, флота и военновъздушните сили. Местните спортни клубове, които също се състезават в шампионата, включват Британския клуб в Банкок, Южняците от Банкок и Кралския спортен клуб.
Тайланд е наричан голф-столицата на Азия, тъй като е популярна дестинация за този спорт. Страната привлича голям брой играчи от Япония, Корея, Сингапур, Южна Африка и западните страни, които идват да играят голф в Тайланд всяка година. Нарастващата популярност на голфа, особено сред средната класа и емигрантите, е очевидна – в страната има повече от 200 голф игрища от световна класа, и някои от тях са избрани за домакини на PGA и LPGA турнири, като например Amata Spring Country Club, Alpine Golf & Sports Club, Thai Country Club и Black Mountain Golf Club.
Стадион „Тамасат“ е многофункционален стадион в Банкок, Тайланд. Понастоящем се използва предимно за футболни мачове. Стадионът е с капацитет от 25 000 души. Намира се в кампуса Рангсит на университета Тамасат. Построен е за Азиатските игри през 1998 г. от строителната фирма Кристиани и Нилсиен, същата компания, която изгражда Паметника на демокрацията в Банкок.
Националният стадион „Раджамангала“ е най-голямата спортна арена в Тайланд, с капацитет от 65 000 зрители. Намира се в Банг Капи, Банкок. Стадионът е построен през 1998 г. също за Азиатските игри и оттогава е домакинската арена на тайландския национален отбор по футбол.
Другите спортове в Тайланд се развиват с по-бавни темпове, едновременно с развитието на спортната инфраструктура на страната. Успехите в спортове, като вдигане на тежести и таекуондо на летни олимпийски игри, показват, че боксът вече не е единственият шанс за медал на Тайланд на Олимпиадите.